# Google Cardboard

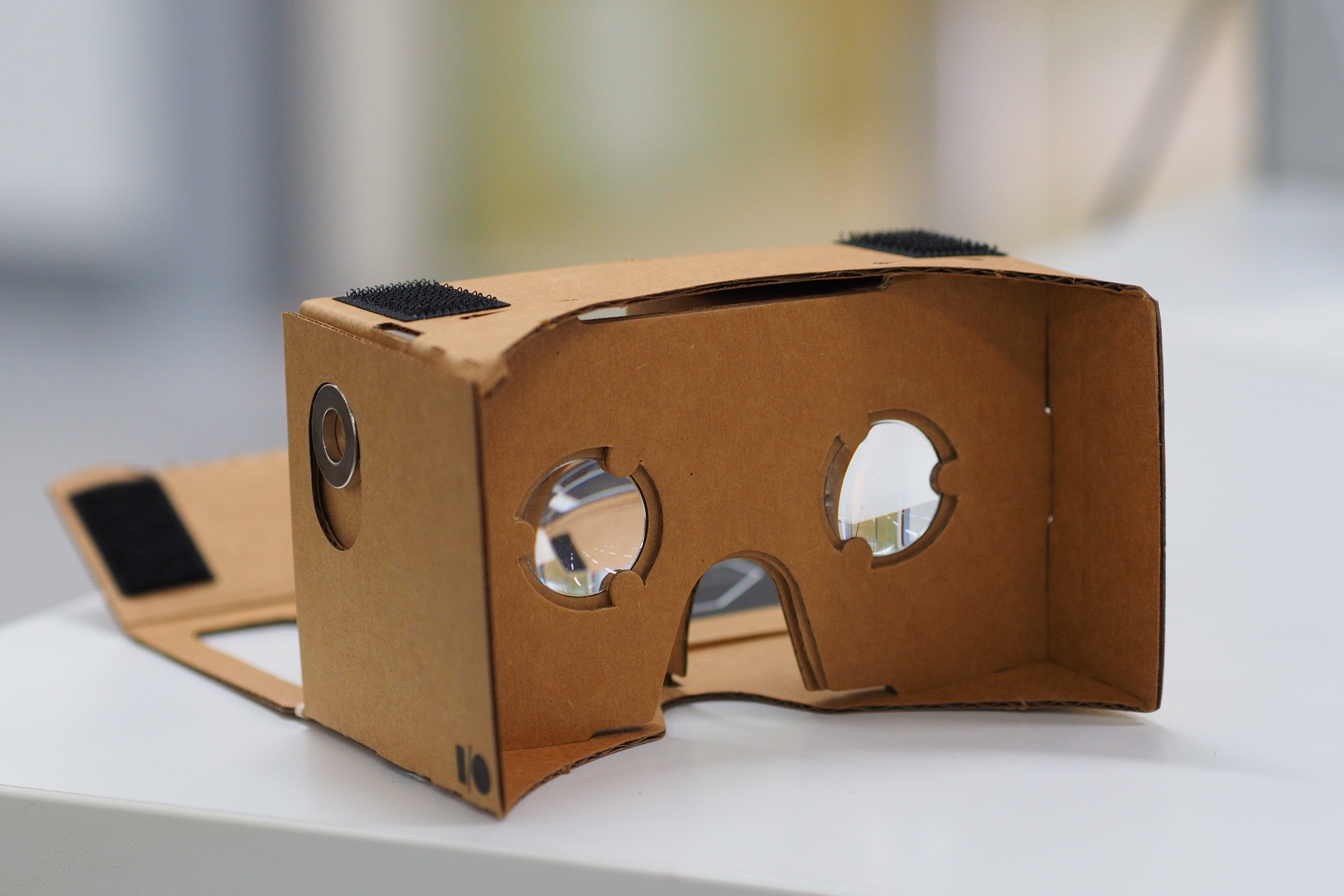

De Google Cardboard is een houder van karton, waarmee men met bepaalde smartphones een virtualrealitybril kan maken. De VR-bril is ontworpen door Google en werd gepresenteerd tijdens de jaarlijkse Google I/O in 2014.

## Beschrijving
De kartonnen bouwkit bevat naast de hoofdvorm ook twee convergerende lenzen. De deksel wordt afgesloten met klittenband. Wanneer een gebruiker een applicatie op de smartphone start met ondersteuning van stereoscopische weergave, dan verandert de VR-bril de twee afzonderlijke beelden in een driedimensionale weergave.
Google Cardboard was een poging van Google om ontwikkelaars te helpen om VR-applicaties te maken. Er werd software geleverd om de ontwikkeling van apps te vergemakkelijken.